# Écurat
Écurat là một xã trong tỉnh Charente-Maritime trong vùng Nouvelle-Aquitaine, tây nam nước Pháp. Xã Écurat nằm ở khu vực có độ cao trung bình 31 mét trên mực nước biển.